# Kvarteret Disa
Kvarteret Disa i Ronneby ingår i 1864 års rutnätsplan för Ronneby och har i likhet med kvarteret Elsa under 1980-talet omarbetats väsentligt i sin form med anledning av omläggningen av Gångbrogatan. Enligt 1909 års stadsplan för Ronneby stad omfattade kvarteret delar av dagens kvarteret Herta. 1991 färdigställdes den nya bostadsbebyggelsen i kvarteret i en postmodern arkitektur med varierat fasaduttryck. Tidigare bestod bebyggelsen till övervägande del av småskalig trähusbebyggelse med en blandning av bostäder och mindre handelslokaler i bottenvåningen. Före rivningarna i kvarteret låg även SF-biografen Röda kvarn i detta kvarter.

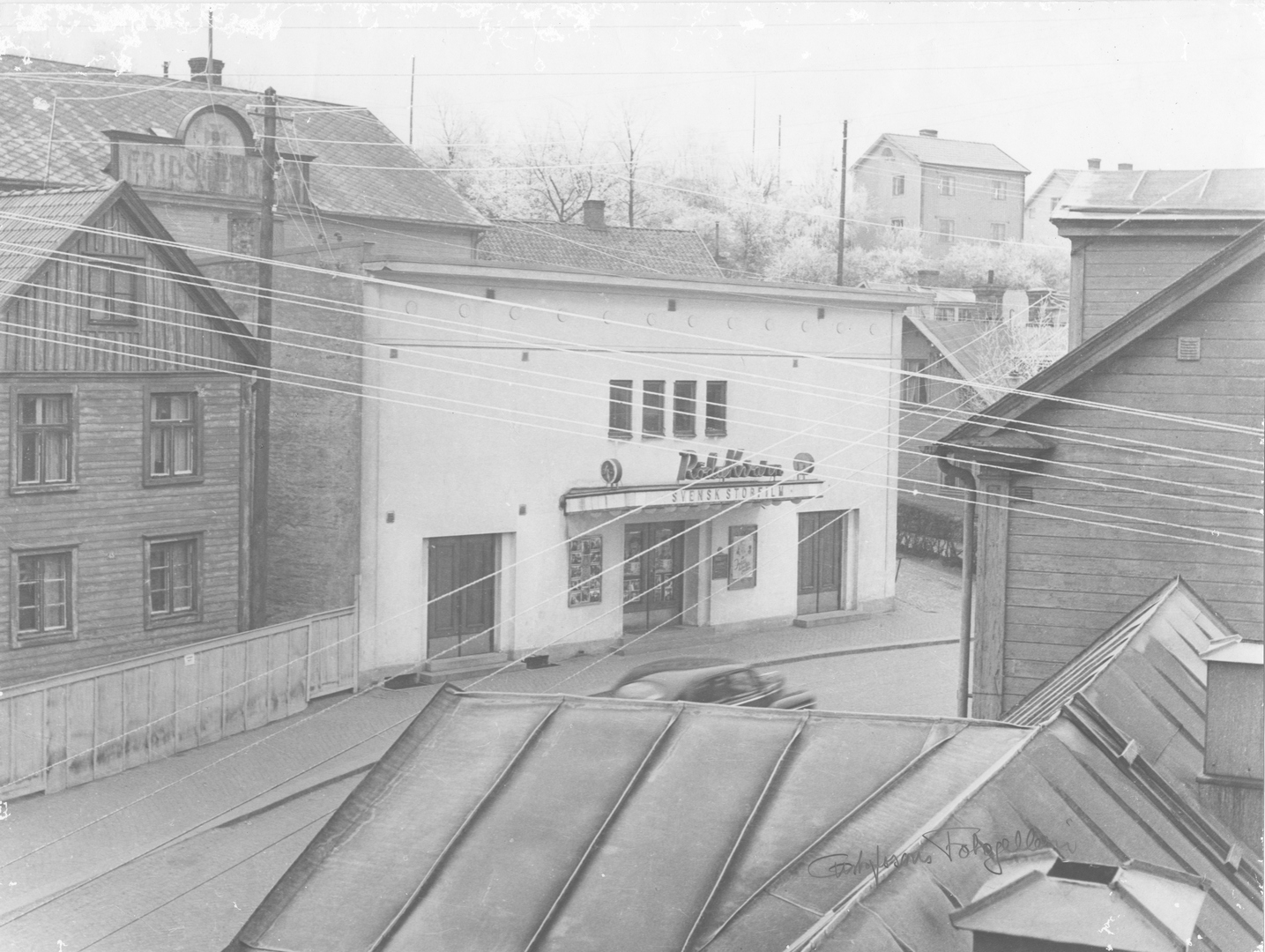
SF-biografen Röda kvarn i kvarteret Disa i Ronneby stad fotograferad 1950.